# Molliens-au-Bois
Molliens-au-Bois ist eine französische Gemeinde mit 345 Einwohnern (Stand 1. Januar 2022) im Département Somme in der Region Hauts-de-France. Sie gehört zum Arrondissement Amiens und zum Kanton Corbie.

## Bevölkerungsentwicklung
- 1962: 179
- 1968: 192
- 1975: 208
- 1982: 195
- 1990: 315
- 1999: 326